# El Pino de Tormes
El Pino de Tormes is een gemeente in de Spaanse provincie Salamanca in de regio Castilië en León met een oppervlakte van 20,22 km². El Pino de Tormes telt 157 inwoners (1 januari 2016).

## Demografische ontwikkeling
Bron: INE, 1857-2011: volkstellingen